# Midnight on the Water
| Recensione | Giudizio |
| ---------- | -------- |
| AllMusic   |          |

Midnight on the Water è un album di David Bromberg, pubblicato dalla Columbia Records nel 1975.

## Tracce
Lato A
1. (What a) Wonderful World – 3:22 (Barbara Campbell)
2. Yankee's Revenge (Medley) – 5:54 (Brani tradizionali, arrangiamenti di David Bromberg, Billy Novick,Jay Ungar)
3. I Like to Sleep Late in the Morning – 3:25 (David Blue (S. David Cohen))
4. Nobody's – 4:57 (Gary White)

Durata totale: 17:38
Lato B
1. Don't Put That Thing on Me – 2:50 (Clifford Gibson)
2. Mr. Blue – 2:54 (Dewayne Blackwell)
3. Dark Hollow – 2:58 (Bill Browning)
4. If I Get Lucky – 4:02 (Bookert T. Washington, con testi aggiunti di David Bromberg)
5. The Joke's on Me – 3:30 (David Bromberg)
6. Midnight on the Water (A Texas Waltz) – 4:26 (Brani tradizionali, arrangiamenti di David Bromberg e Jay Ungar)

Durata totale: 20:40
- Brano A1, nell'ellepì originale è attribuito alla sola Barbara Campbell, in altre fonti vengono aggiunti Lou Adler, Herb Alpert e Sam Cooke.

## Musicisti
(What a) Wonderful World
- David Bromberg - chitarra elettrica, voce
- Jesse Ed Davis - chitarra elettrica solista
- Mac Rebennack (Dr. John) - pianoforte
- Peter Ecklund - tromba
- Ernie Watts - sassofono
- Evan Stover - violino, viola
- Tony Posk - violino
- Julie Dougal - violino
- Ann Goodman - violoncello
- Lyndon Ungar - accompagnamento vocale
- Linda Ronstadt - accompagnamento vocale
- Bonnie Raitt - accompagnamento vocale

Yankee's Revenge (Medley)
- David Bromberg - chitarra
- David Bromberg - fiddle (brano: Drowsy Maggie)
- Jay Ungar - fiddle - mandolino
- Billy Novick - pennywhistle
- Richard Fegy - harmony fiddle (brano: Drowsy Maggie)

I Like to Sleep Late in the Morning
- David Bromberg - chitarra a dodici corde, dobro, voce
- Streamline - trombone
- Peter Ecklund - cornetta
- Billy Novick - clarinetto
- Brian Ahern - chitarra ritmica
- Hugh McDonald - basso
- Steve Mosley - batteria
- Brantley Kearns - accompagnamento vocale
- John Herald - accompagnamento vocale

Nobody's
- David Bromberg - chitarra elettrica, voce
- Richard Fegy - chitarra acustica
- Peter Ecklund - flicorno, arrangiamenti strumenti a fiato
- Paul Fleischer - sassofono
- Evan Stover - violini, arrangiamenti violini
- Hugh McDonald - basso
- Steve Mosley - batteria
- Emmylou Harris - accompagnamento vocale

Don't Put That Thing on Me
- David Bromberg - chitarra acustica, voce
- Jesse Ed Davis - chitarra elettrica
- Mac Rebennack (Dr. John) - pianoforte
- Joe Darensbourg - clarinetto
- Peter Ecklund - cornetta
- Hugh McDonald - basso
- Steve Mosley - batteria
- Lyndon Ungar - accompagnamento vocale
- Linda Ronstadt - accompagnamento vocale
- Bonnie Raitt - accompagnamento vocale

Mr. Blue
- David Bromberg - chitarra ritmica acustica, voce
- Bernie Leadon - chitarra acustica solista
- Buddy Cage - chitarra pedal steel
- Red Rhodes - chitarra pedal steel
- Brian Ahern - chitarra tremolo
- Hugh McDonald - basso
- Steve Mosley - batteria

Dark Hollow
- David Bromberg - chitarre acustiche, mandolino, voce
- Buddy Cage - chitarra pedal steel
- Evan Stover - fiddle
- Jay Ungar - fiddle
- Hugh McDonald - basso
- Steve Mosley - batteria
- Dayle Lawson - accompagnamento vocale
- Ricky Scraggs - accompagnamento vocale

If I Get Lucky
- David Bromberg - chitarra, voce, arrangiamenti

The Joke's on Me
- David Bromberg - chitarra acustica solista, voce
- Bernie Leadon - chitarra ritmica acustica
- Peter Ecklund - tromba, arrangiamento strumenti a fiato
- Paul Fleisher - sassofono
- Evan Stover - violino
- Brantley Kearns - violino
- James Getzoff - violino
- Murray Adler - violino
- Haim Shtrum - violino
- Hugh McDonald - basso
- Steve Mosley - batteria
- Emmylou Harris - accompagnamento vocale

Midnight on the Water (A Texas Waltz)
- David Bromberg - fiddles
- David Bromberg - chitarra (brano: A Slip Jig)
- Brian Ahern - chitarra ritmica
- Peter Ecklund - mellofono
- Jay Ungar - fiddle
- Evan Stover - fiddle
- Billy Novick - pennywhistle
- Paul Flesher - pennywhistle
- Hugh McDonald - basso
- Steve Mosley - batteria

Note aggiuntive
- Brian Ahern, Bernie Leadon - produttori (per la Happy Sack Productions, LTD)
- Stuart Taylor - ingegnere del suono
- Chris Skene - ingegnere del suono
- Brian Ahern - ingegnere del suono
- Paul Skene - ingegnere del suono
- Charlie Tallent - ingegnere del suono[2]